# Nono forte

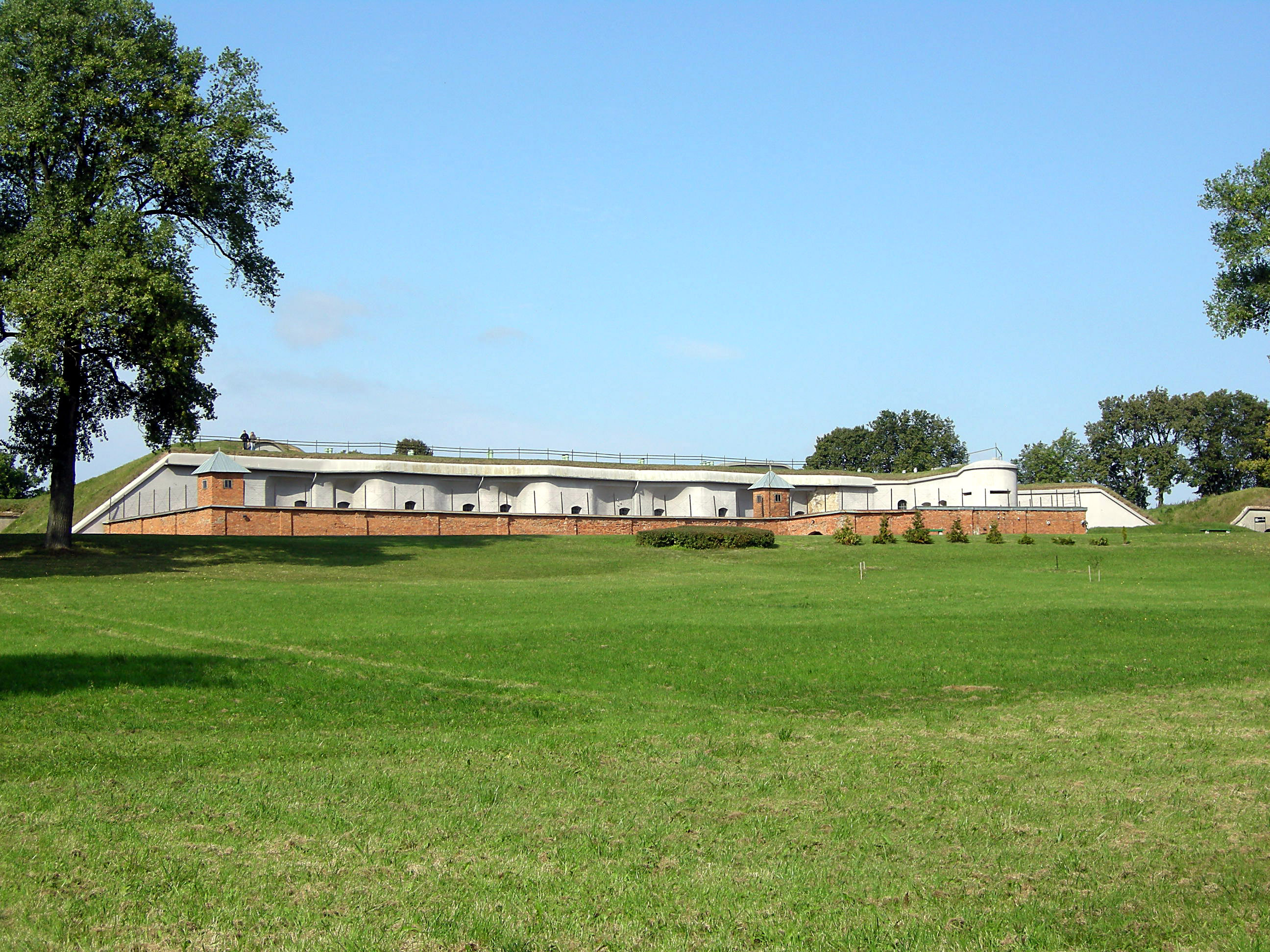
Il Nono forte come ricostruito

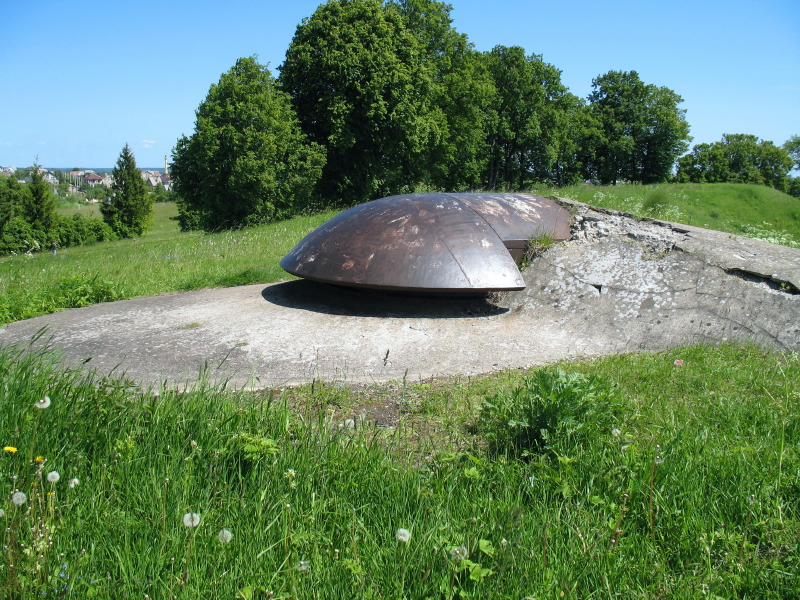
Punto d'osservazione

Il Nono forte (in lituano: Devintas Fortas) è una roccaforte nella parte settentrionale del microdistretto di Šilainiai presso Kaunas, in Lituania. La struttura rientra nella fortezza cittadina costruita alla fine del XIX secolo: durante l'occupazione di Kaunas e del resto della Lituania da parte dell'Unione Sovietica, il forte fu utilizzato come prigione e stazione di transito per i prigionieri deportati nei campi di lavoro. Dopo l'insediamento in Lituania della Germania nazista, la struttura divenne testimone di numerose esecuzioni di ebrei, soldati dell'Armata Rossa catturati e altre minoranze.

## Storia

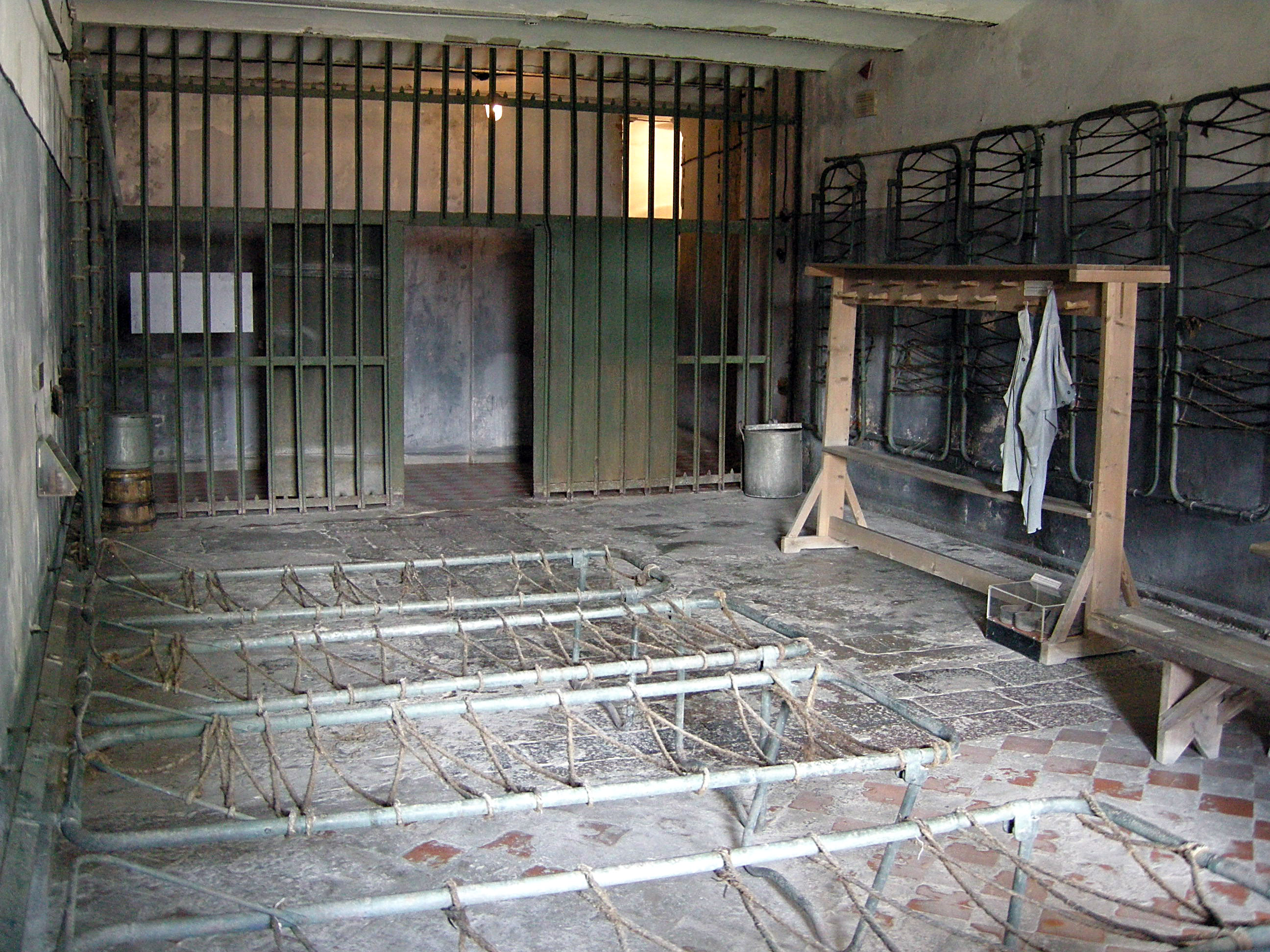
Una delle celle della prigione nel forte

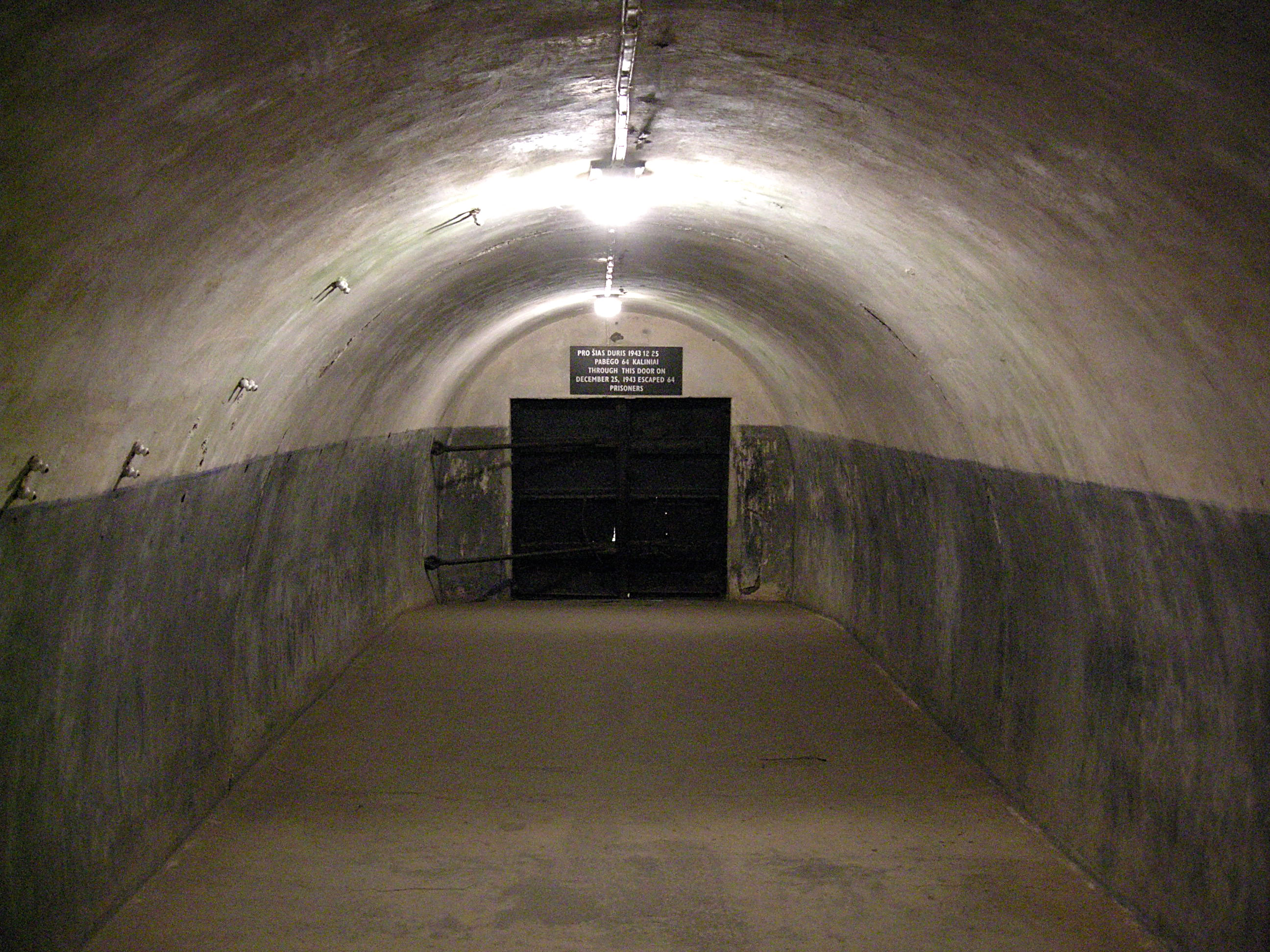
La porta attraverso cui 64 prigionieri fuggirono il 25 dicembre 1943

Alla fine del XIX secolo la città di Kaunas fu fortificata e nel 1890 fu circondata da otto forti e nove batterie di cannoni. La costruzione del nono forte (la cui designazione numerica gli conferisce il nome) iniziò nel 1902 e fu completata alla vigilia della prima guerra mondiale. Dal 1924 in poi, la costruzione fu utilizzata come prigione della città lituana: tale politica non cambiò durante la prima occupazione sovietica (1940-1941), in quanto l'NKVD lì trattenne prigionieri politici in attesa del trasferimento nei gulag.
Durante gli anni dell'occupazione nazista, il forte fu utilizzato come luogo di omicidi di massa: dai 45.000 ai 50.000 ebrei, la maggior parte dei quali proveniente da Kaunas o dal ghetto di Kovno, vennero condotti in loco prima di essere uccisi dalla Wehrmacht e dai collaborazionisti lituani in quello che divenne noto come massacro di Kaunas del 29 giugno 1941.
Tra le vittime di spicco, rientrava il rabbino Elchonon Wasserman di Baranovitč. In seguito, nel nono forte giunsero anche semiti provenienti da Francia, Austria e Germania prima di trovare lì la morte. Nel 1943, i tedeschi operarono speciali squadre ebraiche per scavare fosse comuni e bruciare i cadaveri rimasti; una squadra composta da 62 persone riuscì a fuggire dalla fortezza alla vigilia del 1944. Quell'anno, con l'arrivo dei sovietici, i tedeschi liquidarono il ghetto e quello che era ormai divenuto noto come "Forte della Morte". I prigionieri furono spediti in altri campi ma, dopo la seconda guerra mondiale, la costruzione continuò ad essere adoperata per recludere delle persone. Dal 1948 al 1958, i centri direzionali delle kolchoz locali operarono dal nono forte.
Nel 1958 si istituì un museo dedicato al nono forte, mentre l'anno successivo venne allestita una mostra in quattro celle nella quale si raccontava dei crimini di guerra nazisti compiuti in Lituania. Nel 1960, la scoperta, la catalogazione e l'indagine forense dei siti locali di sterminio di massa permisero di comprendere in maniera maggiore gli eventi accaduti nel triennio in cui l'esercito tedesco fu presente nel Paese baltico.

## Museo
Il museo locale contiene collezioni di manufatti storici legati sia alle atrocità sovietiche che al genocidio nazista, oltre a materiali relativi alla storia precedente di Kaunas e al nono forte. La maggior parte delle mostre si tengono in lingua inglese.

## Memoriale
Il monumento alle vittime del nazismo realizzato presso il nono forte di Kaunas nel 1984 è stato progettato dallo scultore A. Ambraziunas. Il monumento è alto 32 m e il luogo di sepoltura di massa delle vittime dei massacri compiuti nel forte è un campo in erba, segnato da un memoriale semplice ma redatto in più lingue. Si legge: "Questo è il luogo in cui i nazisti e i loro collaboratori uccisero circa 45.000 ebrei dalla Lituania e provenienti da altri paesi europei".